# Walking on Air (песня Керли)
«Walking on Air» — второй сингл эстонской певицы Керли с её дебютного альбома Love Is Dead 2008 года. Песня также входила в её первый, на данный момент уже не издающийся EP Kerli 2007 года. Песня написана Керли и Лестером Мендезом. По словам певицы, она о том, что нужно «следовать за своими мечтами и просто быть на волне».
14 октября 2008 года в продажу вышел EP, содержащий 5 ремиксов «Walking on Air».

## Информация о песне
Текст песни напоминает детские страшные истории и основан на одной из них, которую певица слышала в детстве: «странная маленькая девочка живёт в небольшом странном месте, у неё есть огромная мечта, и она любит музыку, но никто в неё не верит». Детали и аксессуары, например, большие старые шляпы и кресло-качалка, также появляются на основе воспоминаний Керли о детстве..

## Видеоклип
Видеоряд клипа основан на книге «Book of Kerli» — сборнике картинок, которые певица собирала в течение многих лет. Режиссёрами клипа стали Алекс Топаллер и Дэн Шапиро (известные под псевдонимом «Aggressive»). Премьера видео состоялась 19 мая 2008 года на сайте MTV.
Керли охарактеризовала видеоклип как «тёмную» версию Алисы в Стране чудес. В клипе присутствует образ «всевидящего ока» — телевизора. В нём использована стилистика Зазеркалья, где вещи оказываются своими противоположностями.
Видеоклип занимал 1 место в AOL Music с 16 по 23 июля 2008 года.

## Живые выступления
В 2008 году Керли исполняла «Walking on Air» на церемонии вручения премии Scream в Лос-Анджелесе.

## Список композиций
- Промо CD[15]

| №  | Название                      | Длительность |
| -- | ----------------------------- | ------------ |
| 1. | «Walking on Air» (Radio Edit) | 3:47         |
| 2. | «Walking on Air» (LP Version) | 4:26         |

- Digital download

| №  | Название                      | Длительность |
| -- | ----------------------------- | ------------ |
| 1. | «Walking on Air» (Radio Edit) | 3:47         |

- 12" промо[16]

| №  | Название                                             | Длительность |
| -- | ---------------------------------------------------- | ------------ |
| 1. | «Walking on Air» (Radio Edit)                        | 3:47         |
| 2. | «Walking on Air» (Armin van Buuren Club Mix)         | 7:43         |
| 3. | «Walking on Air» (Lindbergh Palace Full Mix)         | 6:23         |
| 4. | «Walking on Air» (Ralphi Rosario & Craig J Club Mix) | 9:46         |
| 5. | «Walking on Air» (Josh Harris Club Mix)              | 8:06         |

- CD сингл / Digital download[17]

1. Walking on Air (Radio Edit) — 3:49
2. Walking on Air (Armin van Buuren Radio Edit) — 3:23

- Remixes EP[18]

| №  | Название                                             | Длительность |
| -- | ---------------------------------------------------- | ------------ |
| 1. | «Walking on Air» (Ralphi Rosario & Craig J Club Mix) | 9:46         |
| 2. | «Walking on Air» (Josh Harris Club Mix)              | 8:06         |
| 3. | «Walking on Air» (Lindbergh Palace Full Mix)         | 6:23         |
| 4. | «Walking on Air» (Armin van Buuren Club Mix)         | 7:43         |
| 5. | «Walking on Air» (Ralphi Rosario Big Dub)            | 9:32         |

## Персонал
- Вокал: Керли
- Авторы: Керли и Лестер Мендез[19]
- Продюсери и аранжировщик: лестер Мендез
- Инженеры звукозаписи: Джо Вольмут и Джон Юинг (Henson Recording Studios, Hollywood, California)

- Ассистент звукозаписи: Кит Гретлин

- Звукооператор: Нил Пог (Encore Studios, Los Angeles, California)

- Ассистент звукооператора: Чарли Уилсон мл.

- Струнные: Sonus Quartet

## Позиции в чартах
| Чарт (2008)                      | Лучший результат |
| -------------------------------- | ---------------- |
| Austrian Singles Chart           | 35               |
| Belgian Singles Chart (Фландрия) | 32               |
| Belgian Singles Chart (Валлония) | 32               |
| European Hot 100 Singles         | 75               |
| German Singles Chart             | 25               |
| Italian Singles Chart            | 20               |
| Swiss Singles Chart              | 37               |

## Хронология релизов
| Страна | Дата             | Формат               |
| ------ | ---------------- | -------------------- |
| США    | 1 января, 2008   | цифровая дистрибуция |
| США    | 14 октября, 2008 | Remixes EP           |